# Portable Network Graphics
Fișierul PNG (Portable Network Graphics) se folosește pentru a stoca o imagine, având extensia .png. Este versiunea mai tânără a GIF-ului. Pentru criptarea imaginii nu folosește algoritmul LZW, (ca formatul GIF), deoarece unul din motivele dezvoltării formatului PNG a fost evitarea algoritmului LZW, acesta bazându-se pe algoritmul LZ77.